# Кірінополіс (мікрорегіон)
Кірінополіс (порт. Microrregião de Quirinópolis) — мікрорегіон в Бразилії, входить в штат Гояс. Складова частина мезорегіону Південь штату Гояс. Населення становить 96 966 чоловік на 2006 рік. Займає площу 16 068,103 км². Густота населення — 6,03 чол./км².

## Склад мікрорегіону
До складу мікрорегіону включені наступні муніципалітети:
1. Кашуейра-Алта
2. Касу
3. Говеландія
4. Ітажа
5. Ітаруман
6. Лагоа-Санта
7. Паранайгуара
8. Кірінополіс
9. Сан-Сіман

| Бразилія | Це незавершена стаття з географії Бразилії. Ви можете допомогти проєкту, виправивши або дописавши її. |